# Doljani (Bihać)
Doljani es un pueblo ubicado en el municipio de Bihać, en el cantón de Una-Sana, Bosnia y Herzegovina.

## Superficie
Posee una superficie de 28,33 kilómetros cuadrados.

## Demografía
Hasta 1991 la población era de 154 habitantes.